# Jachting na Letních olympijských hrách 2024
Jachting na Letních olympijských hrách 2024 v Paříži se bude konat od 28. července do 8. srpna 2024.

## Medailisté

### Muži
| Kategorie   | Zlato                                         | Stříbro                                             | Bronz                                                  |
| ----------- | --------------------------------------------- | --------------------------------------------------- | ------------------------------------------------------ |
| Třída RS-X  |                                               |                                                     |                                                        |
| Třída Laser |                                               |                                                     |                                                        |
| Třída Finn  |                                               |                                                     |                                                        |
| Třída 470   |                                               |                                                     |                                                        |
| Třída 49er  | Španělsko (ESP) Diego Botín · Florián Trittel | Nový Zéland (NZL) Isaac McHardie · William McKenzie | Spojené státy americké (USA) Ian Barrows · Hans Henken |

### Ženy
| Kategorie          | Zlato                                                    | Stříbro                                            | Bronz                                               |
| ------------------ | -------------------------------------------------------- | -------------------------------------------------- | --------------------------------------------------- |
| Třída RS-X         |                                                          |                                                    |                                                     |
| Třída Laser Radial |                                                          |                                                    |                                                     |
| Třída 470          |                                                          |                                                    |                                                     |
| Třída 49erFX       | Nizozemsko (NED) Odile van Aanholtová · Annette Duetzová | Švédsko (SWE) Vilma Bobecková · Rebecca Netzlerová | Francie (FRA) Sarah Steyaertová · Charline Piconová |

### Mix
| Kategorie | Zlato | Stříbro | Bronz |
| --------- | ----- | ------- | ----- |
| Nacra 17  |       |         |       |

## Přehled medailí
| Pořadí | Země   | Zlato | Stříbro | Bronz | Celkově |
| celkem | celkem | 0     | 0       | 0     | 0       |
| ------ | ------ | ----- | ------- | ----- | ------- |